# Herzkönig (1966)
Herzkönig (Originaltitel: Le Roi de cœur) ist ein französisch-italienischer Spielfilm, der in einer kleinen französischen Stadt kurz vor Ende des Ersten Weltkriegs spielt und sowohl komische wie auch poetische, märchenhafte Züge trägt.

## Handlung
Gegen Ende des Ersten Weltkriegs, im Jahr 1918, räumen die Deutschen den Ort Marville, nachdem sie ihn mit einer Sprengfalle versehen haben. Ein schottischer Soldat, Charles Plumpick, erhält von seinem Regiment den Auftrag, die Zeitbombe aufzuspüren und zu entschärfen. Er findet ein von den Einwohnern verlassenes Städtchen vor. Nur die Insassen der Irrenanstalt bevölkern den Ort, nachdem Plumpick vor den Deutschen in die Anstalt geflohen war und diese das Tor aufgebrochen hatten.
Die Verrückten empfangen Plumpick mit offenen Armen, sehen sie doch in ihm den „Herzkönig“. Plumpick wird im Rahmen einer offiziellen Zeremonie inthronisiert und bekommt ein junges Mädchen – Coquelicot – als Königin an seine Seite gestellt, in die er sich nach kurzer Abwehr verliebt. Er findet Gefallen an seinen neuen Gefährten, die in einer Art Phantasiewelt kindlich heiter und sorglos in den Tag hinein leben und dabei in einer Art Karneval kostümiert und feiernd durch die Straßen ziehen. Ihn bedrückt jedoch die Gefahr der tickenden Zeitbombe. Als die Deutschen mit Panzern zurückkehren, gelingt es den Verrückten spielerisch, diese zu kapern und die Invasoren so zu narren, dass sie sich wieder zurückziehen. Plumpick, der zunehmend unruhiger wird, schafft es mit Hilfe von Coquelicot kurz vor Mitternacht, die Bombe an der Kirchturmuhr zu entschärfen und so seine Mission zu erfüllen.
Schließlich kehren die schottischen Truppen, grotesk in ihren Röcken, zurück und befehlen Plumpick – nach einer orgiastischen Verbrüderungsszene mit den „Einheimischen“ –  wieder mitzuziehen, was jedoch die Frauen verhindern, indem sie ihn kidnappen. Als beim Abmarsch der Schotten zeitgleich die Deutschen in den Ort einziehen, kommt es zu einer Schießerei, bei der alle Soldaten sich gegenseitig töten.
Schließlich ziehen die Alliierten als Sieger ein, die geflohene Bevölkerung folgt ihnen und die Insassen kehren in ihre Anstalt zurück. Plumpick desertiert von der Truppe und verbringt sein weiteres Leben lieber in der Irrenanstalt.
Der Film wirft die Frage auf, wer „verrückter“ ist – die Insassen des Irrenhauses oder die Soldaten auf dem Schlachtfeld.

## Rezeption
Als der Film veröffentlicht wurde, war er sowohl in finanzieller Hinsicht als auch von Seiten der Kritik ein Flop. Während der 1970er geriet er völlig in Vergessenheit. Der Verkauf der Rechte in die USA verhalf dem Film zu einem zweiten Frühling. In den 1980er Jahren wurde er zu einem cineastischen Phänomen, zum großen Erstaunen des Regisseurs.

## Kritik
„Eine mit leichter Hand, aber etwas uneinheitlich inszenierte allegorische Komödie mit hervorragenden Darstellern. Pendelnd zwischen Posse und Welttheater, überzeugt der Film immer dann, wenn er aus dem Gegensatz von harmloser Verrücktheit der Irren und dem Wahnwitz des Krieges satirische Funken schlägt.“

„Melancholisch gestimmtes französisches Lustspiel, das der Sinnlosigkeit des Krieges nichts als die Flucht in eine irreale Phantasiewelt entgegenzusetzen hat.“